# Temporada de huracanes en el Atlántico de 1941

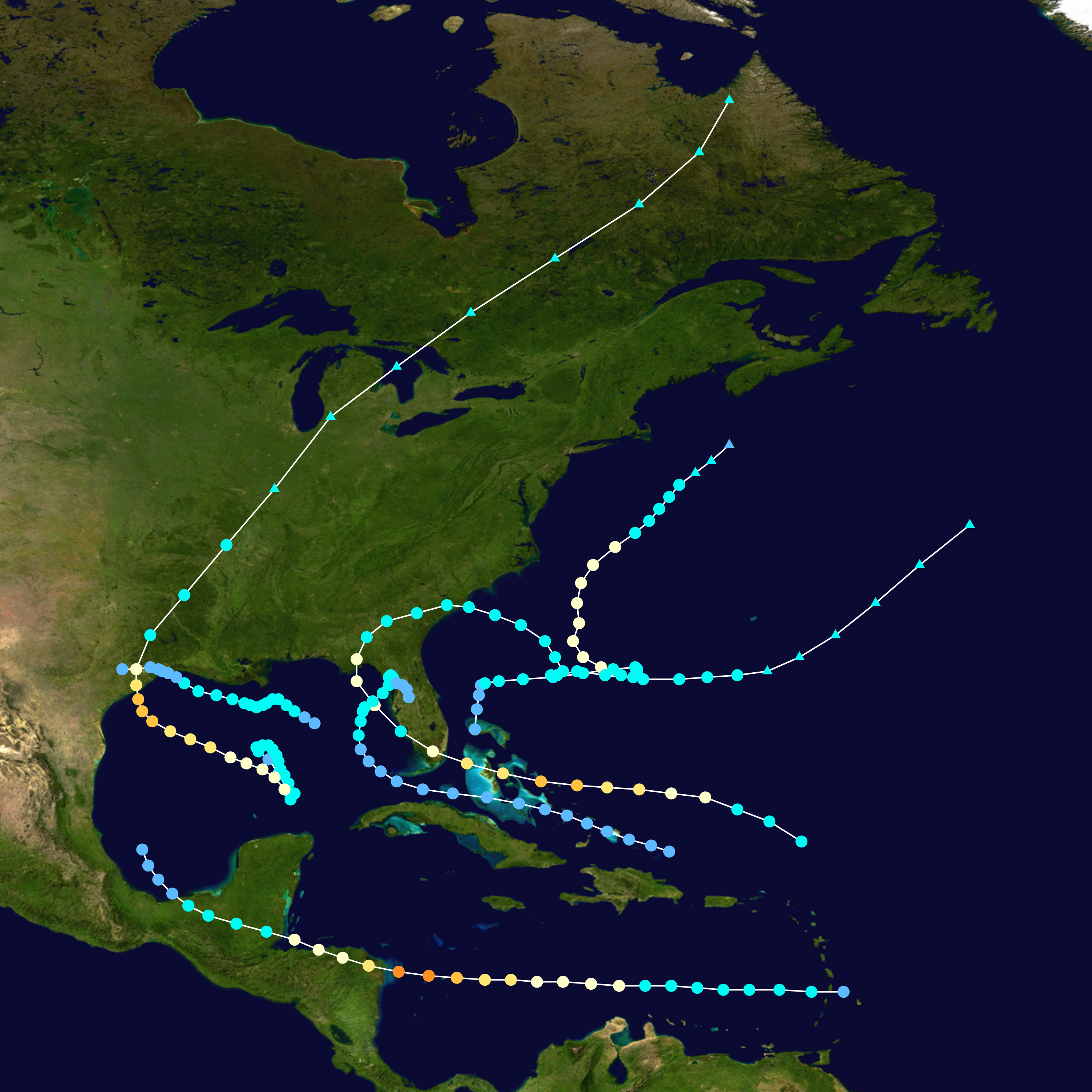
Mapa del recorrido de las tormentas en el noreste del Atlántico, Caribe y Golfo de México. Seis tormentas se batieron sobre tierra, incluidas zonas de Florida, Texas, y el norte de América Central.

La temporada de huracanes del Atlántico de 1941 abarcó el período durante 1941 en el cual los ciclones tropicales se formaron en el Océano Atlántico. Fue una temporada de huracanes relativamente inactiva, con solo seis tormentas registradas. Comenzó el 6 de junio de 1941, y se extendió hasta el 1 de noviembre de 1941. De los seis ciclones, cuatro alcanzaron el estatus de huracán, y tres fueron huracanes grandes. La temporada comenzó tarde; el primer sistema se formó el 11 de septiembre, casi tres meses después de la fecha oficial de comienzo de la temporada. La temporada fue breve, ya que las seis tormentas se sucedieron en un lapso corto.